# 民間不正規戦グループ
民間不正規戦グループ（みんかんふせいきせんグループ、英語: Civilian Irregular Defense Group program, CIDG）は、ベトナム戦争期において、アメリカ合衆国の不正規戦戦略に基づいて編成された民兵部隊。部隊の編成・訓練は、中央情報局（CIA）の支援のもとでアメリカ陸軍特殊部隊群によって行なわれ、隊員はベトナム中部山岳地帯に住む少数民族モンタニヤール（モンタニヤード）より募集された。

## 概要
ベトナムは、キン族（京族）が人口の9割を超えるが、中部高原地方の山間部や高原地帯にはジャライ族（Jarai）、エデ族（E De）など少数民族が多く暮らしている。しかし第一次インドシナ戦争後、近代化を推し進めるベトナム共和国（南ベトナム）では、国内の少数民族に対し同化政策を推進していた。これに対して少数民族は反発し、これら民族出身の軍人や役人など有力者が自治権を要求していた。
時のゴ・ディン・ジエム政権はこれを認めず、さらに戦略村への移住を強いた。このことから、1950年代後半には政府と少数民族との間で武力衝突が頻発。1959年1月、コー族が武装蜂起し、政府は鎮圧に二個師団を派兵、高原地帯を経済封鎖し塩の供給を止め、200村落が焼き払われ一万世帯が住居を失った。1960年12月にはジャライ族が蜂起すると、またも厳しい弾圧が行われ、1962年には中部高原の70万人のうち15万人が住居を追われた。南ベトナム解放民族戦線は少数民族自治区の設置を主張して、ジエム政権を非難した。こうした強制疎開は少数民族を以前より容易に南ベトナム解放民族戦線に参加させるようになった。
これに対し、当時南ベトナムの同盟国として多大な軍事援助を行なっていたアメリカ合衆国は、この動きに危機感を抱き、反共主義による少数民族の結束を志向しはじめた。これに基づいて計画されたのがCIDG計画であり、1961年11月よりブオンエナオにおいて着手された。アメリカ陸軍特殊部隊員たちは、訓練の他にもモンタニヤールと共に生活しながら医療活動などを通じて信頼関係を築き、その結果、CIDG計画は成功を収めた。1963年の終わり頃には、米軍特殊部隊に忠誠を誓う18,000名のCIDG攻撃隊員が120個中隊で編制され、グリーンベレーによる指揮のもと、国境周辺のパトロールや監視を行った。最盛期には、80もの前線基地で40,000人のCIDG隊員が北ベトナム軍や南ベトナム解放民族戦線と戦闘を繰り広げた。なお、当初アメリカ軍は、CIDG部隊を南ベトナム陸軍（ARVN）の指揮下に置くつもりであったが、山岳少数民族の部隊とキン族主体のARVNとの間で反目が根深く、武器持ち逃げやキン族上官殺害、集団脱走といったトラブルが絶えなかった。そのため、CIDG部隊は米軍の指揮下におかれることとなった。

## 編制
CIDG計画により編成された部隊は、機動打撃部隊（Mobile Strike Force, MSF; マイク・フォース（MIKE Force）と通称）と機動遊撃部隊（Mobile Guerrilla Force, MGF）の二種があった。

### MSF
MSFは1964年10月より設置された部隊であり、即応部隊としてヘリボーンなどにより迅速に展開して、索敵撃滅作戦を実施することが主眼とされた。またその優れた即応性から、戦闘捜索救難の支援など、様々な任務に投入された。
MSFの部隊編制は、TOE上は下記の通りのものであった。
MSF中隊（1966年2月）
定員 - 将校6名、下士官兵191名。
編制
- 中隊本部（CO HQ）
- 3個小銃小隊（各42名）
- 火器小隊（32名）
- 偵察小隊（19名）

装備
- M2カービン×179丁（うち10丁はM8小銃擲弾発射機を装着）
- ブローニングM1918A2自動小銃×18丁
- ブローニングM1919A6機関銃×6丁
- M79 グレネードランチャー×3丁
- M20A1B1 89mmロケット発射筒×1基
- M19 60mm 迫撃砲×3門
- M1911拳銃×18丁

### MGF
MGFは1965年より設置された部隊であり、アメリカ陸軍特殊部隊群の長距離偵察作戦の支援を主任務として、その基地の防衛および作戦支援に当たっていた。その部隊編制は、基本的にはMSFのものに準じていたものの、このような運用上の違いを反映して、対戦車ロケット弾発射筒や迫撃砲を持たないなどやや軽装備である一方、通信装備はやや充実していた。

## CIDG計画の終焉
ニクソン・ドクトリンに基づくベトナミゼーションを反映して、CIDG計画は1970年に終了し、その部隊は、順次にARVNレンジャーの部隊として転換されていった。しかし少数民族を主体としたCIDG隊員とキン族主体のARVNとの間の民族的な反目は大きく、ARVN隷下で活動することを肯んじない隊員も多かった。1964年ごろより、既にこれらの隊員を主体としたベトナムからの分離独立を目指す反政府武装組織として、カンボジアの影響下にフルロ（FULRO）が結成されており、CIDG計画終了後、さらに多くの隊員がフルロに流入した。
フルロの残党はサイゴン陥落後も、統一されたベトナム政府に対して武装闘争を継続していたが、次第に劣勢となり、カンボジア領のジャングルに拠点を移した。そしてカンボジア内戦の終結プロセスの一環として、1992年10月10日、国際連合カンボジア暫定統治機構（UNTAC）に武器を引き渡して投降し、武装闘争を終結させ、約400人が難民としてアメリカに渡った。